# Juan José Rubio
Juan José Rubio Jiménez, conocido como Rubio (Madrid, Comunidad de Madrid, España, 28 de agosto de 1956), es un exfutbolista español. Jugó de delantero.

## Trayectoria
- 1975-76 Atlético Madrileño
- 1976-87 Atlético de Madrid
- 1987-89 CE Sabadell

## Palmarés
| Título       | Club               | País   | Año  |
| ------------ | ------------------ | ------ | ---- |
| Copa del Rey | Atlético de Madrid | España | 1985 |

| Título              | Club               | País   | Año  |
| ------------------- | ------------------ | ------ | ---- |
| Supercopa de España | Atlético de Madrid | España | 1985 |

## Internacionalidades
- 1 vez internacional con España.
- Jugó su único partido con la Selección de fútbol de España en Madrid el 18 de febrero de 1981 contra Francia.